# مسجد جامع کفران
مسجد جامع کفران مربوط به دوره صفوی است و در شهرستان اصفهان، بخش بن رود، دهستان روددشت شرقی، در میانه بافت روستای کفران، خیابان مسجد جامع واقع شده و این اثر در تاریخ ۳ خرداد ۱۳۸۶ با شمارهٔ ثبت ۱۹۱۵۲ به‌عنوان یکی از آثار ملی ایران به ثبت رسیده است.